# Джон Генкок

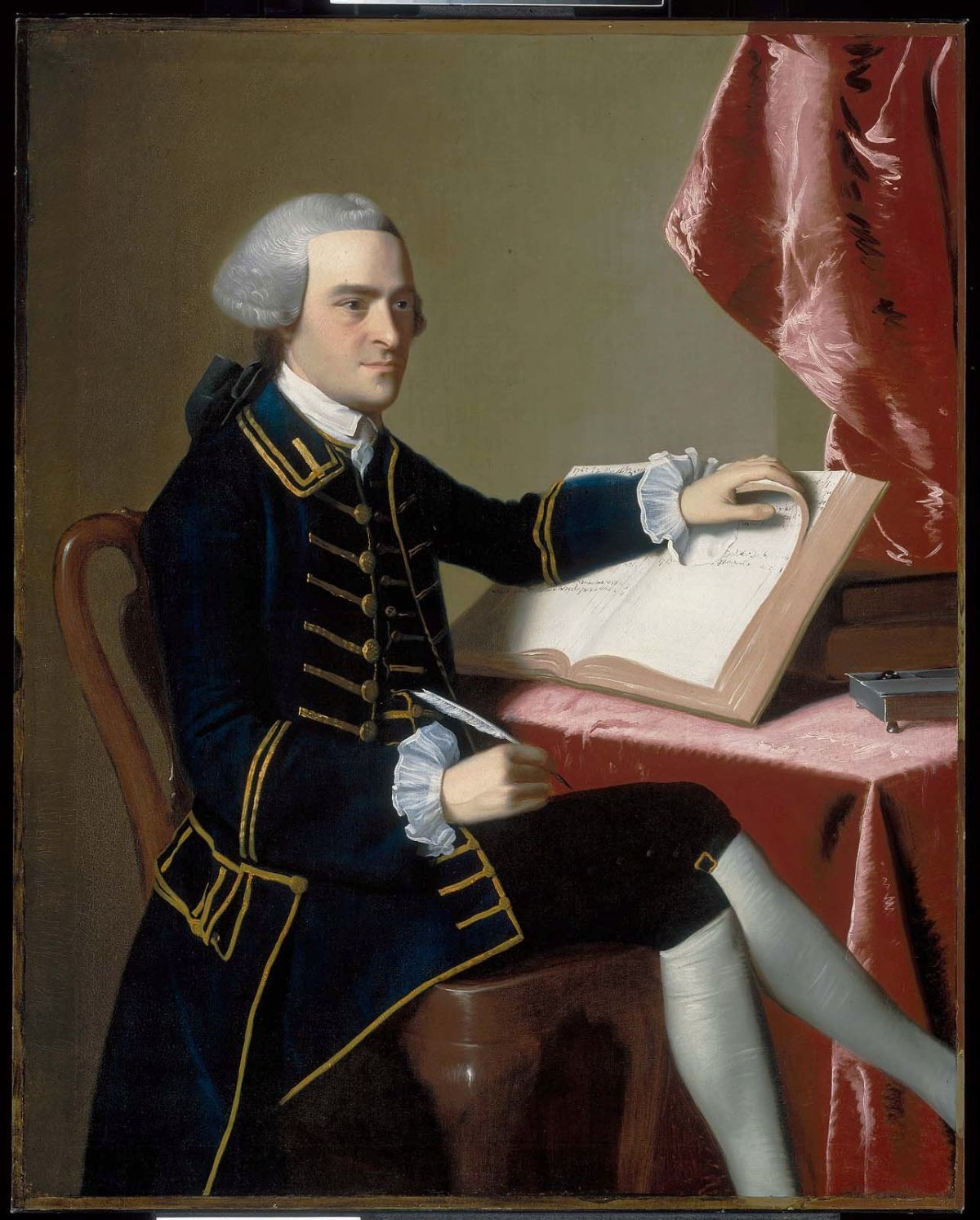
Портрет Джона Генкока роботи Джона Сінґлтона Коплі

Джон Генкок (англ. John Hancock) (23 січня 1737, Брейнтрі, провінція Массачусетської затоки — 8 жовтня 1793, Квінсі, Массачусетс) — британо-американський купець і один із політичних лідерів Тринадцяти колоній у війні за незалежність США проти материкової Британії. Він був третім президентом Континентального конгресу і співавтором Декларації незалежності.

## Життєпис
Генкок успадкував від свого дядька бостонський торговий дім і примножив свій статок. Це призвело до конфронтації з британськими митниками, які конфіскували його шлюп. У 1762 році під час ділової поїздки до Квебеку його прийняли до  масонської купецької ложі № 277. У 1773 році він був одним з організаторів Бостонського чаювання та членом організації Синів Свободи.
Джон Генкок від 24 травня 1775 р. до жовтня 1777 виконував обов'язки президента Континентального конгресу. 19 червня 1775 року Генкок призначив Джорджа Вашингтона головнокомандувачем Континентальної армії. У 1780 році він був обраний одним з перших членів Американської академії мистецтв і наук. Генкок обіймав посаду губернатора Массачусетсу від 1780 до 1785 і від 1787 до 1793 року. Він помер під час свого другого терміну і був похований на цвинтарі Олд-Ґрейнері в Бостоні.
На посаді президента Континентального конгресу Джон Генкок 4 липня 1776 першим підписав Декларацію незалежності. Його виразний 13-сантиметровий підпис на документі зробив ім'я Джона Генкока метафоричним крилатим висловом в американській культурі. Доволі широко можна почути прохання підписати документ у формі фрази «Будь ласка, поставте свого Джона Генкока ось тут!», що означає «Підпишіть, будь ласка, тут!».

## Почесті та пам'ять
Численні вулиці та будівлі в США названі на честь Джона Генкока, зокрема Центр Джона Генкока в Чикаго та Вежа Джона Генкока в Бостоні. На його честь ВМС США вже назвали кілька кораблів, а саме USS Hancock (CV-19), авіаносець класу Essex і есмінець USS John Hancock (DD-981) класу Spruance, на кормі якого був поміщений характерний підпис Генкока.

Засновники страхової компанії з однойменною назвою «Джон Генкок» назвала її так через відданість і чесність, пов’язану з його ім’ям.

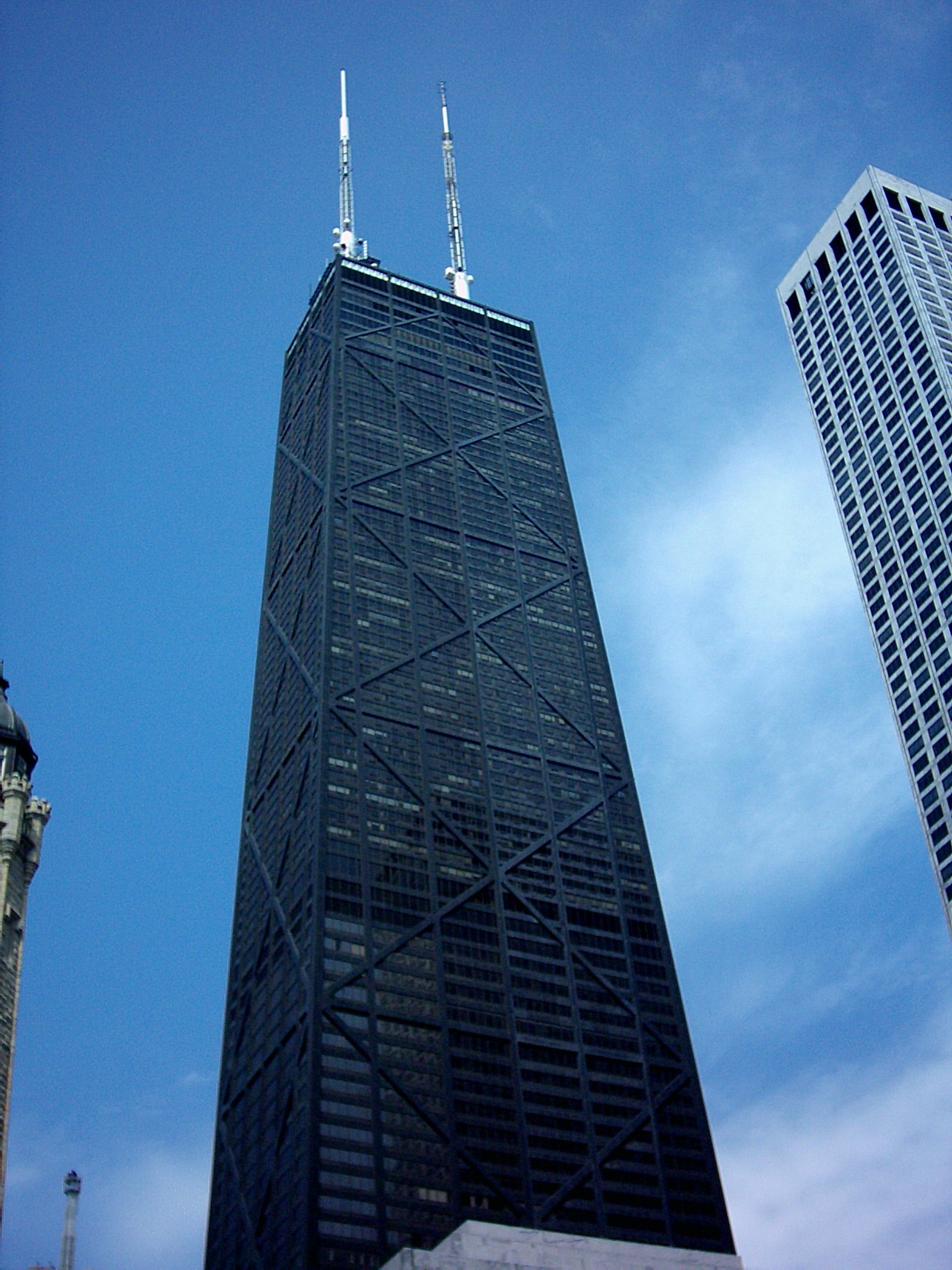
Центр Джона Генкока в Чикаго
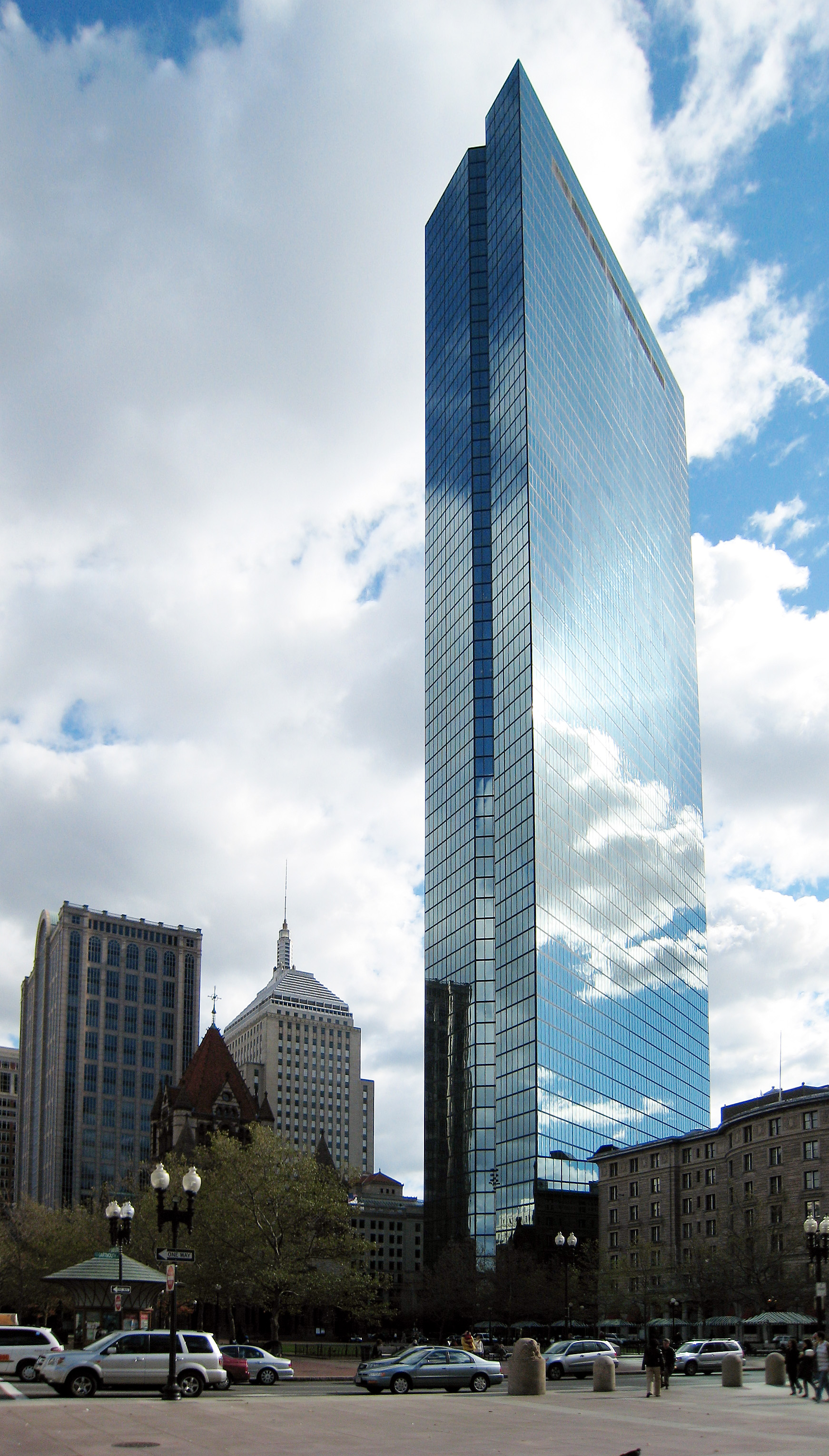
Вежа Джона Генкока в Бостоні

## Вебпосилання
- John Hancock im Biographical Directory of the United States Congress (englisch)
- John Hancock in der Datenbank von Find a Grave (englisch)
- John Hancock in der National Governors Association (englisch)
- Biografie, Encyclopedia of World Biography (englisch)
- Biografie (Memento vom 29. Januar 2013 im Webarchiv archive.today), Massachusetts Hall (englisch)
- Biografie (PDF-Datei; 60 kB), Massachusetts Historical Society (englisch)